# Inga Gilaoeri
Inga Gilaoeri (Georgisch: ინგა გილაური, Russisch: Инга Гилаури, internationaal geschreven als Inga Gilauri) (Moskou, 5 december 1964) is een (Sovjet-)Georgisch voormalig langebaanschaatsster. Ze is houdster van alle Georgische records bij de vrouwen, die alle in de Sovjetperiode zijn gereden.

## Vroege leven
Inga Gilaoeri werd in Rusland geboren van een Russische moeder, een theateractice, en een Georgische vader. Tot haar twaalfde woonde ze in Tbilisi, de hoofdstad van Georgië, wat toen nog deel was van de Sovjet-Unie. Op initiatief van haar moeder leerde Gilaoeri kunstschaatsen, wat op dat moment een bloei kende in de Sovjet-Unie.
Doordat Inga Gilaoeri in haar kinderjaren aan angina pectoris leed werd haar aangeraden te gaan schaatsen. Haar moeder was eerder theateractrice en wilde eigenlijk dat haar dochter ballerina werd. Al op jonge leeftijd, toen het gezin in Rusland woonde, zat Gilaoeri in het nationale team van de Sovjet-Unie.

## Carrière
In 1984 schaatste Gilaoeri het nationale sprintkampioenschap, hierbij eindigde ze op de vijftiende plaats. Na dit kampioenschap liet ze het sprinten voor wat het is en gaat ze zich meer op het allrounden richten. Van 1985 tot en met 1989 nam ze deel aan de nationale kampioenschappen allround, haar beste prestatie was de zilveren medaille in het eindklassement in 1988.
In 1986 mocht Gilaoeri deel nemen aan het Europees kampioenschap allround in Geithus, Noorwegen waar ze op de negende positie eindigde in het eindklassement. Ook nam ze dat seizoen deel aan het Wereldkampioenschap allround in dat in Den Haag plaatsvond. Ze wist zich niet te plaatsen voor de afsluitende 5000 meter en eindigde als achttiende in het klassement. In 1988, na haar zilveren op het nationale allroundkampioenschap, werd ze zevende op het EK allround in Kongsberg (Noorwegen) en op het WK allround van 1988, in Skien (eveneens in Noorwegen), eindigde ze op de tiende plaats. Gilaoeri nam in 1989 voor het laatst deel aan het nationale allroundkampioenschap van de Sovjet-Unie.
Na het uiteenvallen van de Sovjet-Unie in 1991 en de daaropvolgende politieke, maatschappelijke en economische chaos viel het langebaanschaatsen in Georgië stil en werd het land in de Internationale Schaatsunie vertegenwoordigd door de Georgische kunstschaatsbond. Gilaoeri koos ervoor met haar gezin in Georgië te blijven en haar sportcarrière daarmee te beëindigen, in plaats van naar Rusland te verhuizen voor de sport. Ze was inmiddels getrouwd met Levan Sjonia, een voormalige Georgische worstelaar, en had een kind gekregen.

### Latere carrière
Na haar schaatscarrière verhuisde Gilaoeri voor zes jaar naar de Verenigde Staten, waar ze kinderen trainde in het schaatsen. Vanaf 2015 was ze vice-voorzitter van de Georgische kunstschaatsbond. Binnen dit verband trainde ze de Georgische kunstschaatster Elene Gedevanisjvili.

## Persoonlijke records
| Afstand    | Tijd    | Datum            | Baan      |
| ---------- | ------- | ---------------- | --------- |
| 500 meter  | 0 42,38 | 1 april 1988     | Medeo     |
| 1000 meter | 1.24,54 | 28 maart 1985    | Medeo     |
| 1500 meter | 2.05,50 | 24 maart 1988    | Medeo     |
| 3000 meter | 4.27,28 | 1 april 1988     | Medeo     |
| 5000 meter | 7.45,08 | 27 december 1987 | Leningrad |

## Resultaten
| Jaar | USSR sprint          | USSR allround        |                   | EK allround          | WK allround                   | Wereldbeker |
| ---- | -------------------- | -------------------- | ----------------- | -------------------- | ----------------------------- | ----------- |
| 1984 | 15e (17, 15, 15, 15) |                      |                   |                      |                               |             |
| 1985 |                      | 13e (9, 10, 16, 14)  |                   |                      |                               |             |
| 1986 |                      | 5e · (9, , 7, 5)     | 9e (15, 9, 11, 9) | NC18 (12, 17, 13, -) | 24e 500m 15e 1500m            |             |
| 1987 |                      | 12e (15, 12, 17, 14) |                   |                      |                               |             |
| 1988 |                      | · (, , 10)           | 7e (11, 6, 13, 9) | 10e (15, 10, 12, 10) | 26e 1500m 26e 3k/5k           |             |
| 1989 |                      | 6e (7, 4, 5, 8)      |                   |                      | 35e 1000m 24e 1500m 26e 3k/5k |             |

- = geen deelname
NC# = niet gekwalificeerd voor de laatste afstand, maar wel als #e geklasseerd in de eindrangschikking
(#, #, #, #) = afstandspositie op sprinttoernooi (500m, 1000m, 500m, 1000m) of op allroundtoernooi (500m, 3000m, 1500m, 5000m).